# Hate Eternal
Gli Hate Eternal sono un gruppo musicale death metal statunitense, nato alla fine degli anni novanta in Florida.

## Storia del gruppo
Gli Hate Eternal prendono vita nel 1999 per volere del chitarrista e leader Erik Rutan (già nei Morbid Angel), reclutando il giovane batterista Tim “The Missile” Yeung, il chitarrista ex-Suffocation Doug Cerrito e il bassista Jared Anderson che farà anche da seconda voce. Con questa formazione quindi, la band registra nel 2000 il suo primo full-length album Conquering the Throne, per Wicked World/Earache Records.
Registrato agli Fx Studios di Tampa in Florida, il sound ricorda molto da vicino quello dei Morbid Angel del periodo di Covenant e Domination, anche le vocals di Rutan si avvicinano allo stile di David Vincent. Segue al disco il primo tour europeo per il No Mercy Festival dal bill che vede presenti band del calibro di Deicide, Cannibal Corpse, Marduk, Immortal, Vader, Dark Funeral e Vomitory, che farà tappa anche a Milano nel Maggio del 2000.
Gli impegni di Rutan con i Morbid Angel sia in tour che in studio mettono in pausa il suo progetto che riprenderà in mano solo nel 2002. Il batterista Derek Roddy (già membro di Nile, Divine Empire e Malevolent Creation) rimpiazza Tim Yeung, mentre il chitarrista Doug Cerrito lascia il gruppo. Il nuovo album, intitolato King of All Kings, viene quindi registrato nel 2002 come trio da Rutan, Anderson e Rossy, e segnerà una caduta di tono dovuta sia alla produzione leggera per gli standard brutal del gruppo (il disco fu registrato ai Mana Studios, di proprietà dello stesso Rutan), che per un livello compositivo incentrato molto sulla tecnica prolissa e fine a se stessa.
Rutan, per intraprendere il tour internazionale di supporto al disco, lascerà amichevolmente i Morbid Angel. Dal disco sarà tratto anche un video per il singolo "Powers That Be" che andrà poi in rotazione su Mtv2 Headbanger's Ball. Il bassista Jared Anderson lascia poi la band per problemi di droga e verrà sostituito dal floridiano Randy Piro (amico di Roddy) che porta a termine il tour nel dicembre del 2003. L'anno successivo gli Hate Eternal iniziano a lavorare sul nuovo e atteso full-length album che esce solo nel 2005 sempre per la Earache, prodotto dallo stesso Rutan sempre ai suoi Mana Studios, con il titolo I, Monarch (l'ennesimo con riferimento nel titolo alla monarchia e a quello che ne deriva). Il disco sempre di impostazione velocissima e brutale, riesce in parte a risollevare lo stile particolare della band, che ingloba anche leggere influenze sumere e mediorientali. Dopo la pubblicazione del disco gli Hate Eternal dovranno affrontare seri problemi per il tour negli Stati Uniti nell'estate del 2005 e si vedranno anche costretti a cancellare il tour in Europa previsto per l'inverno del 2006. Ma il gruppo si troverà alle prese anche con situazioni difficili all'interno della line-up, con la dipartita del batterista Roddy, sostituito prima dall'ex-Exmortem e Dimmu Borgir Reno Killerich (per il tour Europeo) e poi in permanenza temporanea da Kevin Talley (già membro dei Dying Fetus, Misery Index e Chimaira). Nel 2007 il gruppo firma un contratto con l'etichetta Metal Blade e viene annunciato Jade Simonetto come nuovo batterista a tempo pieno, il nuovo album, di cui il titolo è Fury and Flames, viene pubblicato nel 2008.
Nel 2010 arrivò J. J. Hrubocvak come bassista ed il gruppo entrò nei Mana Recording Studios per incidere quello che sarà il quinto album, Phoenix Amongst the Ashes.

## Formazione

### Formazione attuale
- Erik Rutan – voce, chitarra
- J. J. Hrubocvak – basso
- Shaune Kelley – chitarra
- Jade Simonetto – batteria

### Ex componenti
- Eric Hersemann – chitarra
- Doug Cerrito – chitarra
- Jared Anderson – basso e backing vocals (live session Morbid Angel, Internecine)
- Alex Webster – basso
- Randy Piro – basso
- Tim Yeung – batteria (Vital Remains, ex-Decrepit Birth, All That Remains, Divine Heresy, ex-Morbid Angel)
- Reno Killerich – batteria (live) (ex-Chthonic, ex-Dimmu Borgir, Old Man's Child, Vile, Panzerchrist)
- Kevin Talley – batteria (live) (Dååth, ex-The Red Chord, ex-Misery Index, ex-Decrepit Birth, ex-Dying Fetus, ex-Chimaira, ex-Cattle Decapitation)
- Derek Roddy – batteria

## Discografia

### Album in studio
- 2000 – Conquering the Throne
- 2002 – King of All Kings
- 2005 – I, Monarch
- 2008 – Fury & Flames
- 2011 – Phoenix Amongst the Ashes
- 2015 – Infernus
- 2018 – Upon Desolate Sands

### Album dal vivo
- 2010 – Live in London

### Singoli
- 2005 – I, Monarch

### DVD
- 2006 – The Perilous Fight

### Videoclip
- 2002 – Powers That Be
- 2005 – I, Monarch
- 2005 – The Victorious Reign